# 五十嵐一
五十嵐一（日语：／ Igarashi Hitoshi；1947年6月10日—1991年7月11日）出生于新潟縣新潟市。為東洋思想的大御所井筒俊彦的弟子，是日本的中东、伊斯兰教文化研究学者以及筑波大学副教授。

## 早期經歷
1970年，五十嵐一畢業於新潟縣立新潟高等學校，之後進入東京大學理學部數學科，但不久轉為人文系學習。1976年，在東京大學研究所學完美學藝術學博士課程，同年去伊朗留學，後擔當伊朗皇家哲學學院的研究員。在1979年伊朗伊斯蘭革命爆發後，回到日本。1986年开始在筑波大学助教授，之後潛心研究伊斯蘭教文化。

## 遇刺身亡
1990年，五十嵐一翻譯了英國作家萨尔曼·鲁西迪所著的《撒旦诗篇》。然而該書被许多穆斯林指责亵渎伊斯兰教先知穆罕默德。而時任伊朗精神领袖赛义德·鲁霍拉·霍梅尼則對作者萨尔曼·鲁西迪和出版发行的相关人士下达了死刑的教令。然而五十嵐一卻作出“霍梅尼的死刑宣告定會失敗”、“原來的伊斯蘭教才是健康的宗教”的論述。
1991年7月12日，接到時任檢察官的土本武司的報警，五十岚一被发现死在筑波大学筑波校区人文·社会学系A栋7层的电梯间內。警方認定他是被人用刀刺而導致死亡。儘管警方懷疑伊朗特種部隊有相關嫌疑，但真兇始終無法確定。

## 後續
警方在筑波大学內五十岚一的抽屉里发现了被认为是他在被害数周之前写下的笔记。笔记内容是一首用日语和法语写下的与坛之浦之战相关的四行诗。在诗的第四行，用日语写下的“被杀死在坛之浦”，相对应的地方，用法语写着“被杀死在楼梯背面”。因此警方推測五十岚一在遇害前已经觉察到了自身生命受到威胁。

## 主要著作

### 独立著作
- 講談社、 1989年
- 『イスラーム・ルネサンス』勁草書房、1986年
- 勁草書房、1983年
- 『神秘主義のエクリチュール 』法藏館、1989年
- 中央公論社、〈中公新書〉1984年 ISBN 4121007379
- 『摩擦に立つ文明 - ナウマンの牙の射程』中央公論社、〈中公新書〉1989年
- 法藏館、1990年 ISBN 4831871788
- 東洋經濟新報社、1979年
- 東洋經濟新報社、1983年
- 德間書店、 1991年

### 翻譯
- 伊本·西那『醫學典範』伊東俊太郎、佐藤達夫 共譯＜科学の名著8＞、朝日出版社、1981年
- 萨尔曼·鲁西迪『撒旦诗篇上・下』 プロモーションズ・ジャンニ、1990年

## 脚注
1. ↑  『中央公論』 1990年4月号 「私はなぜ『悪魔の詩』を訳したか」

## 關聯項目
- 《撒旦诗篇》译者被杀事件